# 미국 인구조사국

미국 인구조사국(美國人口調査局, United States Census Bureau)은 미국 인구 조사를 책임지는 정부 기관이다. 또, 인구 및 경제 데이터를 수집하기도 한다. 미국 상무부의 일부로 자리잡혀 있는 미국 인구조사국은 미국 인구와 경제 데이터의 출처를 제공하는 역할을 담당하고 있다.

## 같이 보기
- 인구 조사(센서스)
- 미국 가정내 사용언어(영어판)
- 2010년 미국 인구조사
- 2000년 미국 인구조사
- 미국 인구조사의 인종과 민족(영어판)